# Mission des Nations Unies en République Centrafricaine et au Tchad
Die Mission des Nations Unies en République Centrafricaine et au Tchad (MINURCAT) war eine Mission der Vereinten Nationen im Tschad und der Zentralafrikanischen Republik.

## Hintergrund
Die angespannte Sicherheitslage im östlichen Tschad, der nordöstlichen Zentralafrikanischen Republik und dem westlichen Sudan ist eine Gefahr für die Bevölkerung, Flüchtlinge, Vertriebene und für humanitäre Unterstützungsoperationen. Darüber hinaus gefährdet sie die Stabilität in der Region.
Trotz der zwischen dem Sudan und Tschad unterzeichneten Abkommen von Tripolis vom 8. Februar 2006 und N’Djamena vom 26. Juli 2006, durch die die Beziehungen zwischen beiden Staaten verbessert werden sollten, kam es zu einer Reihe von blutigen Auseinandersetzungen, an denen neben regulären Kräften diverse Rebellengruppen beteiligt waren.

## Aufgaben der Mission
Die Mission wurde durch die Resolutionen 1778 und 1861 mandatiert.
MINURCAT zielt auf eine „multidimensionale Präsenz“ ab, durch die unter anderem durch eine Verbesserung der Sicherheitslage vor Ort eine freiwillige Rückkehr von Flüchtlingen und Vertriebenen, Maßnahmen der humanitären Hilfe und günstige Bedingungen für einen Wiederaufbau und die wirtschaftliche und soziale Entwicklung ermöglicht werden sollen.
Im Sicherheitssektor wird die Polizei des Tschad unterstützt und eine Verbindungsorganisation zu den Sicherheitskräften (einschließlich Armee, Gendarmerie, Polizei, nomadische Nationalgarde, Rechtsprechung und Strafvollzug im Tschad und der Zentralafrikanischen Republik) aufgebaut. Das Mandat sieht explizit die Bekämpfung der Kriminalität vor.
Durch eine enge Zusammenarbeit mit der sudanesischen Regierung, der Afrikanischen Union, der Mission der Afrikanischen Union in Sudan (AMIS) und der Nachfolgemission, der Mission der Vereinten Nationen und der Afrikanischen Union in Darfur (UNAMID), dem United Nations Peacebuilding Support Office in the Central African Republic (BONUCA), der Multinational Force of the Economic Community of Central African States in the Central African Republic (MICOPAX) und der Gemeinschaft der Sahel-Saharanischen Staaten (CEN-SAD) sollen Informationen ausgetauscht werden, die rechtzeitig Gefahren für die humanitären Aktivitäten in der Region aufzeigen.
Die Mission ist gemäß Kapitel VII der Charta der Vereinten Nationen mit einem robusten Mandat versehen, um die Bewegungsfreiheit ihres Personals und den Schutz von Zivilisten durchzusetzen.

## Einsatzstärke
In der Resolution 1778 wurde zur Erfüllung des Auftrags zunächst ein Personalansatz von maximal 300 Polizisten und 50 Verbindungsoffizieren festgelegt, der durch die Resolution 1861 auf 300 Polizisten, 25 Verbindungsoffizier und 5.200 Soldaten angepasst wurde.
Die Personalstärke (Stand: Juni 2010) setzte sich folgendermaßen zusammen: 3.473 Soldaten, 24 Militärbeobachter, 189 Polizisten, 419 internationales ziviles Personal (Stand: Mai 2010), 597 Ortskräfte (Stand: Mai 2010) und 158 Freiwillige der Vereinten Nationen.

## Führung
MINURCAT wird geführt durch den Sondergesandten des Generalsekretärs der Vereinten Nationen Victor Da Silva Angelo aus Portugal. Vertreten wird er durch die Jordanierin Rima Salah.
Der militärische Befehlshaber (Force Commander) ist Generalmajor Elhadji Mouhamedou Kandji aus dem Senegal, Führer der Polizeikräfte (Police Commissioner) ist der Argentinier Geraldo Chaumont.

## Internationale Beteiligung

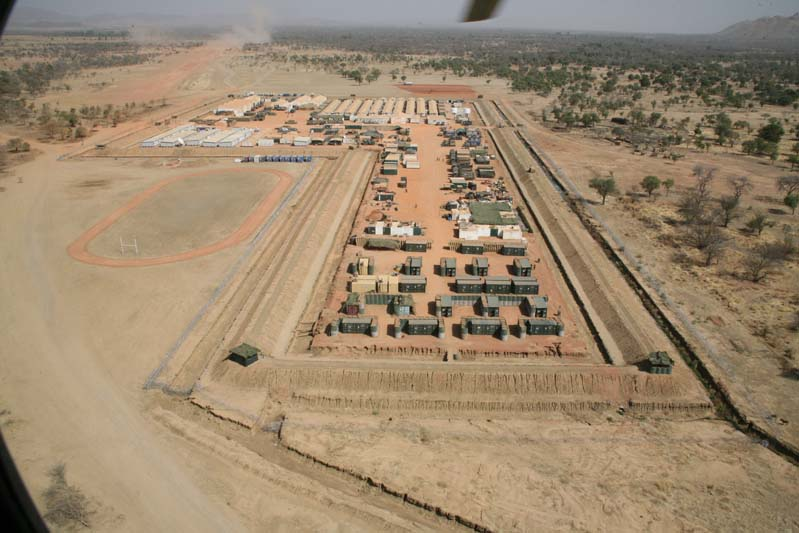
Camp Ciara, Basis des irischen MINURCAT Bataillons

Staaten, die sich an MINURCAT militärisch beteiligen sind Ägypten, Albanien, Äthiopien, Bangladesch, Bolivien, Brasilien, Ecuador, Finnland, Frankreich, Gabun, Gambia, Ghana, Irland, Italien, Jemen, Jordanien, Kenia, Kirgisistan, Kroatien, Mali, Malawi, Namibia, Nepal, Nigeria, Norwegen, Österreich, Pakistan, Polen, Portugal (temporär), Ruanda, Russland, Sambia, Senegal, Spanien, Schweden, Togo, Tunesien, Uganda, Uruguay und Vereinigte Staaten.
Eine Entsendung von Polizisten erfolgte durch Ägypten, Benin, Burkina Faso, Burundi, Elfenbeinküste, Frankreich, Guinea, Jemen, Jordanien, Kamerun, Libyen, Madagaskar, Mali, Niger, Portugal, Ruanda, Schweden, Senegal, Togo und Türkei.

### Beitrag des Bundesheeres
Das österreichische Bundesheer, welches sich bereits an der vorangegangenen EU-Mission, der EUFOR Tschad als einer der größten Truppensteller beteiligt hatte, unterstützte bis Dezember 2009 die MINURCAT mit einem etwa 130 Soldaten umfassenden Kontingent (AUCON 1 / MINURCAT ab 20. Mai 2009 unter dem Kommando von Oberstleutnant Bernhard Kundigraber und später AUCON 2 / MINURCAT). Während die EU-Mission noch deutlich robuster aufgestellt war und auch Spezialeinsatzkräfte des Jagdkommandos enthielt, diente das österreichische Kontingent der MINURCAT nun primär logistischen und unterstützenden militärische Aufgaben. Dazu bestand das Kontingent neben Führungseinheiten aus einer Transporteinheit mit Steyr 12M18 LKW, Logistik-Spezialisten, Instandsetzungs- und Unterstützungskräften, sowie Ärzten, Sanitätern und Sicherungskräften. Das Bundesheer betrieb dabei eine Krankenstation, ein Notarztsystem und ein Notarzthubschrauberteam, welche auch von den anderen an der UN-Friedensmission beteiligten Nationen im Tschad genutzt wurden. Österreich stellte bis Ende Juni 2009 das einzige MEDEVAC-Team ("Air Medical Evacuation"), welches mit einem zivilen Hubschrauber Mi-8 ausgestattet war.
Im Dezember 2009 kehrten die Soldaten des österreichischen MINURCAT-Kontingentes, bis auf einige Stabsoffiziere, nach Österreich zurück.

## Eingebettete Mission der EU
Durch die Resolution 1778 wurde die Europäische Union für einen Zeitraum von einem Jahr autorisiert, MINURCAT mit der EUFOR Tchad/RCA zu unterstützen. Nach Ende der Operation ging die Verantwortung an die mit Resolution 1861 vergrößerte MINURCAT über.